# Пирер, Хайнрих фон
Хайнрих фон Пирер (Heinrich Karl Friedrich Eduard Pierer von Esch, Хайнрих Карл Фридрих Эдуард Пирер фон Эш) — немецкий предприниматель, CEO концерна Siemens AG в 1992—2005 годах и председатель совета директоров в 2005—2007 годах. 
Пирер изучал юриспруденцию и экономику в университете имени Фридриха-Александра в Эрлангене. Его карьера в компании Siemens AG началась в 1969 году. В 1977 году он перешёл в дочернюю компанию Kraftwerk Union AG (KWU). В 1989 году, он становится президентом KWU и членом совета директоров Siemens AG.  В 1992 году Пирер заменил Карлхайнца Каске на посту CEO и находился на нём до января 2005 года, когда его сменил Клаус Кляйнфельд.
Помимо деятельности в компании Siemens AG фон Пирер входит в совет директоров таких компаний, как Bayer AG и Volkswagen AG.  Также он работал советником Федерального правительства и лично Герхарда Шрёдера и Ангелы Меркель.

## Награды
- Кольцо Почёта Эдуарда Рейна (2000)